# Łyśniewski

Łyśniewski

Łyśniewski I a

Łyśniewski II

Łyśniewski (Lysniewski, Lyśniewski, Achinger odmienny) – kaszubski herb szlachecki, według Przemysława Pragerta odmiana herbu Achinger.

## Opis herbu
Herb znany był w przynajmniej czterech wariantach. Opisy z wykorzystaniem zasad blazonowania, zaproponowanych przez Alfreda Znamierowskiego:
Łyśniewski I (Lysniewski, Lyśniewski, Achinger odmienny): Na tarczy dwudzielnej w pas w polu górnym, złotym (lub srebrnym) z prawej drzewo zielone, zza którego pół wiewiórki czerwonej wyskakującej w lewo, do wieży blankowanej, czerwonej, w polu dolnym, srebrnym, dwa skosy lewe czarne. Klejnot: nad hełmem w koronie trzy pióra strusie, złote między czerwonymi. Labry z prawej czerwone, podbite złotem, z lewej czarne, podbite srebrem.
Łyśniewski Ia (Lysniewski, Achinger odmienny): Na tarczy dwudzielnej w pas w polu górnym, na niskim blankowanym murze, lekko wznoszącym się w skos lewy, z lewej drzewo w stronę którego skacze wiewiórka; w polu dolnym dwa skosy lewe. Barwy nieznane. W klejnocie nad hełmem bez korony mąż w kaftanie, z mieczem w prawej, wzniesionej ręce, między dwoma skrzydłami orlimi. Labry nieznanej barwy.
Łyśniewski II (Lysniewski): W polu złotym, na pagórku zielonym, z prawej wieża blankowana, czerwona, w środku drzewo zielone, przy którym z lewej wiewiórka czerwona, siedząca, gryząca orzech. Klejnot nieznany. Labry czerwone, podbite złotem.
Elementy herbu Łyśniewski i jego odmian wykazują podobieństwo do herbu Achinger III. Źródło tego podobieństwa pozostaje niewyjaśnione.

## Najwcześniejsze wzmianki
Warianty I i II znane są Ostrowskiemu (Księga herbowa rodów polskich). Warianty I i I a przekazywane są przez Nowego Siebmachera. Wariant II wymieniany dodatkowo przez Ledebura (Adelslexikon der preussichen Monarchie von...).

## Rodzina Łyśniewskich
Rodzina szlachecka wywodząca się ze wsi Łyśniewo. Protoplastą rodziny miał być Grzegorz Jadamka, właściciel Łyśniewa w 1570. Samo nazwisko pojawia się po raz pierwszy w 1608 (Grzegorz Sarnowski alias Łyśniewski). Kolejne wzmianki z lat: 1648 (Maciej Łyśniewski), 1682 (Balzer i Krzysztof Liśniewscy). Dobra w Łyśniewie począwszy od 1685 do 1720 przejmowała rodzina Sobieskich. Łyśniewscy byli jednak nadal wymieniani w źródłach jako dziedzice innych wiosek. Floryan Łyśniewski, ławnik mirachowski posiadał Donimierz od 1752 i zostawił go w 1774 swojemu synowi Rochowi. Jakub Łyśniewski posiadał części we wsiach: Sikorzyno, Parszkowo, Radoszewo i złożył w 1772 przysięgę wierności królowi pruskiemu. Członkowie rodu posiadali jeszcze w różnych okresach części we wsiach: Kokoszki, Liniewko i Wędkowy.

## Herbowni
Łyśniewski (Leschniewski, Leszniewski, Leśniewski, Lischneski, Lischnewski, Lischniewski, Lisczniewski, Lisnieski, Lisniewski, Liśniewski, Lysniewski, Lyszniewski, Lyśniewski).